# Hiéroglyphe égyptien E19
Le hiéroglyphe égyptien E19 (loup sur un pavois avec le renflement shedshed) est classifié dans la section E « Mammifères » de la liste de Gardiner ; il y est noté E19.

## Représentation
Il représente un loup gris (Canis lupus lupaster) sur un pavois (hiéroglyphe R12) décoré du renflement šdšd et dont le mat est croisé d'une massue à tête piriforme (hiéroglyphe T3). Il est translittéré Wp-wȝwt.

## Utilisation
| E18 |

| E18 |

| F13 | N31 | N31 · N31 | E19 |

| F13 | N31 | N31 · N31 | E19 |